# بیلسک (استان ماسوویان)
بیلسک (به لهستانی:  Bielsk) یک روستا در لهستان است که در گمینا بیلسک واقع شده‌است. بیلسک ۲٬۶۰۰ نفر جمعیت دارد.